# 同伊
《同伊》是韓國MBC製作的60集古裝月火連續劇，為創社49週年特別企劃電視劇，於2010年3月22日21時55分（韓國時間）首播。

## 故事內容
描寫賤民出身，一個善良正直, 絕頂聰明勇敢但又十分天真幼稚的女子, 愛上了善良仁厚, 但卻極度昏庸無能的朝鮮第19代君主肅宗並成為他的後宮，同時也是第21代王英祖的生母淑嬪崔氏波瀾萬丈的人生的作品。

## 登場人物

### 主要人物
| 演員                | 角色              | 介紹 | 国语配音 | 粤语配音 |
| 韓孝周 幼年：金裕貞 | 崔同伊 / 千同伊   | 掌樂院婢女→內命婦監察部監察宫女→承恩尚宫→(從四品)淑媛→逐出於宮外私宅(保留后宮名號.地位)→(從二品)淑儀→(正一品)淑嬪→暫代理王妃權力的人事命 朝鲜王朝第19代君主肅宗的後宮，也是朝鲜王朝第21代君主英祖的生母淑嬪崔氏，雖然出生賤民，但個性開朗、善良且非常有才華，喜愛幫助他人。父親與哥哥含冤而死後成為孤兒，為了躲避捕盜廳的追蹤四處逃跑，並在雪姬的幫助下，化名為千同伊藏身在王宮掌樂院。為查明將罪名嫁禍給劍契的幕後兇手。在種種的因緣際會之下結識了肅宗，並被破格從卑微的奴婢升為監察部監察宮女。但也逐漸捲入與禧嬪張氏之間的矛盾、糾葛之中。因多次立功，讓肅宗愈來愈欣賞。因故離宮多時，再次回到宮中，為保護同伊不受群臣攻擊，被肅宗特旨納為承恩尚宮。中殿張氏為調查同伊身世過往，假借要下牒紙納同伊為后宮為由，趁機調查同伊過往。在懷了龍種後，冊封為後宮從四品淑媛，後與肅宗自承是劍契首長崔孝元之女，致而遭逐出宮外，於私宅六年贖罪後才得以回宮。在私宅期間生下英祖，回宮後被冊封為從二品淑儀。後因中殿過世，因中殿死前請求肅宗冊封同伊為新任王妃，後被冊封為正一品淑嬪，暫代王妃之權。後與肅宗陳述自願離開宮廷去梨峴宮住，雖然肅宗一開始不同意，但還是讓其離去至梨峴宮，去梨峴宮後幫助非常多百姓。死後葬於昭寧園。 | 杨凯凯   | 鄭家蕙   |
| 池珍熙              | 李焞 /肅宗        | 肅宗大王 朝鲜王朝第19代君主肅宗，本名李焞，成功樹立朝鮮的最高王權，14歲登上王位，為了拯救因倭亂和胡亂一落千丈的王室權威，通過卓越的領導力和淵博的知識讓無數的老臣所敬佩，但另一面的他是個多情善感又心思細膩的男人，非常寵愛後宮禧嬪張氏，但又得聽從母親明聖王后的意見。在調查某起事件時偶然的遇到同伊，且對她留下了深刻印象，並時常在同伊捲入危機之時挺身而出，一直深愛著聰明又心地善良的同伊。以後種種的陰謀真相大白後，心痛下旨賜死張氏，並下達了往後的君主「不得以嬪御登后妃」的旨意。 | 宋克军   | 楊耀泰   |
| 李昭娟              | 禧嬪張氏          | 承恩尚宮→(從四品)淑媛→(正二品)昭儀→(正一品)禧嬪→中殿王妃→(正一品)禧嬪→（收回牒紙、賜予死藥） 本性非惡人，在吳太錫的幫助下用張玉貞的名字入宮，並得到肅宗的寵愛，但被明聖大妃趕出宮。南人得勢之後重新回宮，受封為嬪且生下了世子景宗。張玉貞曾經被明聖大妃誣陷，不過同伊去調查後證明張玉貞是無辜的而被放出來，從此非常欣賞同伊的才華，甚至讓他去當監察宮女。不過他的哥哥張希載為了讓他當上皇后而對明聖大妃下藥並想要誣陷仁顯王后，原本張玉貞認為不可以陷害他人，但在哥哥的誘惑下，還是讓此事發生，後成為中殿。之後，張玉貞逐漸變得狠毒、陰險、貪婪，並被同伊發現後與同伊徹底決裂，與同伊為敵。在陷害明聖大妃一事東窗事發以後，降為嬪，又被發現自己的手下與母親詛咒延礽君與同伊，世子無法生育能力被仁顯王后發現，暗地裡請巫女暗中詛咒閔氏。肅宗的關係變得冷漠。曾多次陷害同伊，想把同伊置於死地，最後因殺害同伊和延礽君未成功而被下旨賜毒藥而死，臨終前拜託同伊照顧自己的兒子景宗大王。 | 魏晶琦   | 鄧潔麗   |
| 裴秀彬              | 車天壽            | 漢城府軍官→內禁衛軍官→內禁衛從事官→流放到孤島→義禁府(從五品)都事→內禁衛從事官→謙司僕(英祖的貼身護衛) 身份卑微，雖然身為賤民，但對學問有著極大的興趣並且武藝出眾，夜裡則是剷除暴政和貪官污吏的地下組織劍契的重要成員，是深得同伊的父親崔孝元信賴的劍契組織幹部。與同伊哥哥同周是兒時夥伴，崔孝元和同周即將遇害時託付他照顧同伊。在與同伊重逢後，一直都沒有忘記同伊小時候掛在嘴邊“長大後要嫁給天壽哥哥”的話，一生守護在她身邊，為了同伊可以付出一切。 | 李世扬   | 張國洪   |
| 鄭進永              | 徐龍基            | 漢城府從事官→（貶官）→內禁衛將令監→（辭官）→賤民武科教官 為人正直、細心。欣賞屍檢師崔孝元的能力，並稱他為師父，但父親被劍契組織殺害後感到遭受背叛，並掃蕩劍契一夥，與劍契組織是有不共戴天之仇的關係。成為司憲府持平（正五品官職）後與在監察部做宮女的同伊重逢，並逐漸的信任同伊，幫助她度過了多次的危機。為了調查同伊因故離宮之後續行蹤，被肅宗假借貶官之名，與車天壽四處匿名調查。在陰錯陽差情況下，與同伊再次於都城相遇。為幫同伊隱瞞身世之謎，取得車天壽自成川妓房尋來早年逃奴的轉賣身契，向肅宗謊稱同伊之父為千氏兀晉，其母為金氏皋姬。 | 官志宏   | 陳冠宏   |
| 朴河宣              | 仁顯王后 驪興閔氏 | 中殿王妃→废妃→中殿王妃（復位）→病逝 肅宗的第一位繼妃。溫柔且善良，但是並沒有得到肅宗的寵愛，深得婆婆明聖大妃的喜愛，被張氏陷害後被貶廢為庶人，從宮裡趕出來。因張氏一夥事蹟敗露後重新復位當上王妃。劇中後期發現世子沒有生育的能力，在要把此事公諸於世那天昏倒。隨後病情惡化而去世，死前曾交代肅宗要讓同伊當上王妃，才能守護世子和延礽君。生前沒有留下後代。關照和信任比自己小三歲的同伊，在宮廷生活中給與了很多幫助。 | 陈美贞   | 蔡雁紅   |

### 朝鮮王室人物
| 演員                                                 | 角色                      | 介紹 | 国语配音 | 粤语配音            |
| 朴貞洙                                               | 明聖大妃金氏              | 大妃 朝鲜王朝第19代君主肅宗的母后，朝鲜王朝第18代王顯宗的王妃，非常喜歡並支持仁顯王后，不喜歡張玉貞，使用各種手段想要把她趕出宮，後病情加重，被張希載以藥劑相冲的方法藥毒死。 | 魏晶琦   | 錢惠玲              |
| 吳漣序                                               | 仁元王后金氏              | 中殿王妃 肅宗第二位繼妃，慶州金氏，出身高貴，一開始誤信謠言，誤會同伊亂宮廷，但後來聽同伊的，知道張武烈的計謀，而感謝同伊提醒他，並跟同伊關係變好。在肅宗禪位前，親身至淑嬪處，與其協商收延礽君為中殿養子。當世子上位後，即可以中殿長子身分，得到王世弟的身分。如此做的原因，是不想輸給淑嬪（為守護世子與延礽君，放棄晉升中殿之位）。 (出演第55-60集) | 陈美贞   | 譚淑英 （第18集後） |
| 尹燦                                                 | 李昀 /世子 （朝鮮景宗）   | 元子→王世子→景宗大王 朝鲜王朝第20代君主景宗，肅宗與張玉貞的長子，肅宗的庶長子，個性善良溫和，非常喜歡同父異母的弟弟英祖，因為身患痿疾，不能生育後嗣，因母親知道自己不能生育後嗣，怕不能登基為王，而想要殺害延礽君與淑嬪，因母親想要殺害淑嬪並未成功，而被肅宗賜毒藥之死，而感到非常難過，因為難過埋怨過淑嬪與延礽君，但後來知道淑嬪為了他做了很多事情，而很感謝他，告訴淑嬪會好好保護他的弟弟延礽君，登基為第20代王後，冊封延礽君為王世弟，死後傳位給延礽君。 | 李世扬   | 方淑儀              |
| 李善浩 幼年：李亨錫 參照李亨錫2000年出生是李亨石的。 | 李昑 /延礽君 （朝鮮英祖） | 延礽君→王世弟→英祖大王 朝鲜王朝第21代君主英祖，肅宗與同伊的次子，肅宗的庶四子，天資聰穎，喜歡幫助別人，聰明善良的個性與她的母親淑嬪崔氏一樣，非常喜歡同父異母的哥哥景宗，與他感情非常好，小小年紀（7歲）已把中庸跟大學自行讀通，同父異母的哥哥景宗過世後，繼任登基為第21代王（1694年至1776年）。 | 李世揚   | 郭俊廷              |
| 鄭慕來 童年：申圭莉                                  | 徐慧仁                    | 達城郡夫人→世弟嬪→貞聖王后，英祖的王妃 |          |                     |

### 朝鮮朝廷人物
| 演員   | 角色               | 介紹 | 国语配音 | 粤语配音 |
| 鄭東煥 | 吳太錫             | 左議政 左相，南人黨派的首領，個性陰險狡猾，殺害徐龍基的父親副提學，並嫁禍給同伊的父親崔孝元，害劍契被殺害，後種種罪行被發現後，在逃跑到鄉下去的時候，被張武烈派的漢城府的軍官殺害。 | 曹冀鲁   | 黃啟明   |
| 李桂仁 | 吳太豐             | 掌樂院副提調→白身兩班 掌樂院的副提調，吳浩陽的父親，兩班貴族，南人黨派的成員，個性膽小沒能力，一直跟著吳太錫，但後來因為滕錄類抄的事情，而被流放，並被罷職，後其妻散盡家產，將其父子接回都城，以庶民身分生活。 | 官志宏   | 陳冠宏   |
| 金佑錫 | 張希載 （禧嬪之兄) | 漢城府軍官→捕盜廳捕盜大將→禮賓司令監 張玉貞的哥哥，表面風流不斷，但個性險惡，非常有野心，陷害明聖大妃，多次加害同伊，後因為與玉貞派人殺害同伊與延礽君沒成功，將先流放孤島後再就地賜死。 | 官志宏   | 譚漢華   |
| 崔哲浩 | 吳潤               | 義禁府(從二品)同知義禁府事 左相吳太錫的姪子，個性陰險，喜歡雪姫，不喜歡賤民出生的同伊，後因滕錄類抄的事情，而被流放。 | 曹冀鲁   |          |
| 孫日權 | 洪泰潤             | 義禁府軍官 義禁府軍官，吳潤的手下。 |          | 張國洪   |
| 羅成均 | 鄭仁國             | 刑判 |          | 陳冠宏   |
| 申國   |                    | 都承旨 |          |          |
| 金東允 | 沈雲澤             | 司憲府(正五品)持平→司憲府(從三品)執義 前(正二品或從一品)左贊成沈衡學大監公子，兩班貴族出生，個性善良重義氣，在義州被流放的時候，結識同伊，覺得她很聰明，助其脫離行商控制，自義州回轉都城，當重新回轉都城後，回到宮廷當官，一直支持並幫助同伊。 | 曹冀鲁   | 郭俊廷   |
| 崔鐘煥 | 張武烈             | 全羅監營→弘文館/承文院校理（從五品）→暗行御史→（升遷）漢城府庶尹（從四品）→兵曹參判 前司憲府大司憲張益憲令監的長公子，個性陰險狡詐，從來不臣服於任何人（雖為南人卻對南人不假辭色，深得主上殿下信任），善於利用人來奪取權利。曾聽說與他打過交道的人都說：「為人公正，鐵面無私」。多次加害同伊，後陷害世子，想嫁禍給同伊，後被中殿還有同伊知道，罪行被揭發後，被賜死。 | 曹冀鲁   | 蔡忠衛   |
| 孟床訓 | 雲鶴               | 延礽君的師傅 延礽君的師傅，與延礽君一樣天資聰穎，因為不想捲入權利政治，所以不想入宮當官，後成為英祖的老師。 | 官志宏   | 黃志明   |

### 內侍府、內命婦[1]
| 演員   | 角色           | 介紹 | 国语配音 | 粤语配音           |
| 金慧渲 | 鄭貴禮（嫦羲） | 監察部(從五品）尚宮→監察部最高尚宮 監察部的最高尚宮，為人正直，心地善良，非常欣賞同伊的才華，雖然對一開始到監察部當宮女的同伊沒有很認可，但漸漸被他的努力給感動，後同伊被冊封為後宮淑媛以後，對同伊忠心耿耿，之後並沒有因為同伊被發現是劍契首長崔孝元的女兒，而離開同伊，之後一直輔跟在她身邊給予支持。 | 汪世玮   | 譚淑英（第18集后） |
| 金昭怡 | 奉末今（卞羲） | 內命婦監察部監察宮女→監察部(從五品）尚宮→寶慶堂至密尚宮(淑嬪崔氏的至密尚宮） 原本是監察部的尚宮，後因為同伊被冊封為後宮淑媛以後與愛鐘一起離開監察部，去擔任同伊的至密尚宮，起初只是因為想要離開監察部到寶慶堂能夠比較輕鬆，後來並沒有因為同伊被發現是劍契首長崔孝元的女兒，而離開同伊，還跟愛鐘追隨與同伊離開宮廷到私家去住了6年，對同伊忠心耿耿，後來與同伊離開宮廷去梨峴宮住。                                      | 陈美贞   | 曾月娥             |
| 安汝真 | 趙成今         | 就善堂至密尚宮(禧嬪張氏的至密尚宮) |          | 曾月娥             |
| 林性珉 | 劉米來         | 監察部(從五品）尚宮→監察部最高尚宮→監察部(從五品）尚宮（降階） 監察部的最高尚宮，對一開始來到監察部當宮女的同伊非常不友善，認為他沒考試就進入監察部當宮女，後同伊被冊封為承恩尚宮以後，聽從禧嬪張氏的指令去同伊的處所搜查謄錄類抄，後因同伊在處所裡塗抹生薑水，襪子上留有生薑水的證據，被發現是去處所偷謄錄類抄的人，被押入義禁府，後因為同伊原諒她的罪刑，並且還讓她回到監察部擔任尚宮，後對同伊真心的支持並幫助她。 |          | 蔡雁紅             |
| 鄭柔美 | 南貞任         | 內命婦監察部監察宮女→監察部(正五品）尚宮 監察部宮女，對一開始到監察部當宮女的同伊不是很喜歡，認為她沒考試就進入監察部當宮女，覺得他沒有這個資格，後漸漸被同伊的努力給感動了，與同伊關係變成朋友，後同伊成為後宮淑媛，對同伊忠心耿耿，之後並沒有因為同伊被發現是劍契首長崔孝元的女兒，而離開同伊，之後一直輔跟在她身邊給予支持。                                                                                       | 林沛笭   | 林司聰             |
| 韓多敏 | 銀今           | 內命婦監察部監察宮女→監察部(從九品）監察宮女（降階） 監察部宮女，對一開始到監察部當宮女的同伊非常不喜歡，認為她沒考試就進入監察部當宮女，覺得他沒有這個資格，與劉尚宮聽從禧嬪張氏的指令去同伊的處所搜查謄錄類抄，後因同伊在處所裡塗抹生薑水，襪子上留有生薑水的證據，被發現是去處所偷謄錄類抄的人，被押入義禁府，後因為同伊原諒她們的罪刑，並且還讓她回到監察部擔任宮女，後對同伊真心的支持並幫助她。                 |          | 鄧潔麗             |
| 吳恩鎬 | 時非           | 內命婦監察部監察宮女→監察部(從九品）監察宮女（降階） 監察部宮女，對一開始到監察部當宮女的同伊非常不喜歡，認為她沒考試就進入監察部當宮女，覺得他沒有這個資格，與劉尚宮聽從禧嬪張氏的指令去同伊的處所搜查謄錄類抄，後因同伊在處所裡塗抹生薑水，襪子上留有生薑水的證據，被發現是去處所偷謄錄類抄的人，被押入義禁府，後因為同伊原諒她們的罪刑，並且還讓她回到監察部擔任宮女，後對同伊真心的支持並幫助她。                 |          | 曾月娥             |
| 姜由美 | 愛鐘           | 內命婦監察部監察宮女→寶慶堂宮女→寶慶堂至密尚宮(延礽君的至密尚宮） 原本是監察部的宮女，後因為同伊被冊封為後宮淑媛以後與奉尚宮一起離開監察部，去擔任同伊的至密尚宮，後來並沒有因為同伊被發現是劍契首長崔孝元的女兒，而離開同伊，還跟奉尚宮自願與同伊離開宮廷到私家去住了6年，對同伊忠心耿耿，後來同伊離開宮廷去梨峴宮，變成延礽君的至密尚宮。                                                                           |          |                    |
| 鄭善日 | 尚膳           | 韓內官 |          |                    |

### 掌樂院[1]
| 演員   | 角色   | 介紹 | 国语配音 | 粤语配音 |
| 李政勳 | 李宗旭 | |          |          |
| 崔在鎬 | 朴道植 | |          |          |
| 余鎬民 | 吳浩陽 | 掌樂院(從四品）僉正 吳太豐的兒子，兩班貴族，南人黨派的成員，個性膽小沒能力，與父親吳太豐一直跟著吳太錫，但後來因為滕錄類抄的事情，而被流放，並被罷職，後回到都城，在掌樂院就職第一次看到還在掌樂院擔任奴婢的同伊一見鍾情，覺得同伊非常漂亮，後來同伊成為肅宗的後宮，非常的難過，但心裡還是一直很喜歡她，同伊在私家居住6年，都會到私家去偷看她，認為她不會再回宮了，還想要趁著晚上把她綁走，但還沒做的時候，同伊因為私家被人蓄意放火，而回宮，對此感到很後悔。 | 宋克军   |          |
| 李熙道 | 黃周植 | 掌樂院(從六品）主簿→掌樂院(從四品）僉正 掌樂院的僉正，受雪姬之託讓同伊成為掌樂院的奴婢，也一直是他在照顧同伊，一直到後來都給予支持幫助。 | 曹冀鲁   | 譚漢華   |
| 李光洙 | 方英達 | 掌樂院樂工→妓房風樂樂師→掌樂院樂師 掌樂院樂工，同伊的朋友，一直到後來都給予支持幫助，曾是黃僉正的跟班。後離開掌樂院，至妓房擔任風樂樂師。 | 李世扬   | 黃啟明   |

### 其他人物[1]
| 演員                | 角色                  | 介紹 | 国语配音 | 粤语配音 |
| 千虎珍              | 崔孝元 （同伊之父）   | 前代劍契首長 同伊的父親，前代劍契首長（成立初衷為保護自己而拿起劍），被吳太錫陷害成殺害徐龍基的父親副提學的兇手，後被車天壽救出，逃亡中被官兵殺害。                                                 | 宋克军   | 譚漢華   |
| 鄭成雲              | 崔同周 （同伊之兄）   | 前代劍契成員 同伊的親哥哥，前代劍契成員，因為劍契被吳太錫陷害成殺害徐龍基的父親副提學的兇手，後被車天壽救出，逃亡中被官兵殺害。                                                                     | 曹冀鲁   | 郭俊廷   |
| 崔蘭                | 尹氏（禧嬪之母）      | 府夫人 張玉貞的母親，為人陰險，為權力陷害很多人，多次陷害同伊，後再同伊私家蓄意放火，後種種罪刑被揭發後，被流放後賜死。                                                                             | 汪世玮   | 蔡雁紅   |
| 金惠珍              | 雪姬                  | 藝妓 藝妓，少時在都城時，喜歡過同伊的哥哥崔同周，在劍契被誣陷、殺害後，幫助還年幼的同伊用另一身分轉進入到宮廷的掌樂院當奴婢，多年後與同伊於義州再次相遇後，感到很開心。且再次助其輾轉重新回到都城。 | 汪世玮   | 曾月娥   |
| 李淑                | 吳太豐之妻            | 吳太豐的夫人，吳浩陽的母親，很討厭賤民出生的尹氏。 |          | 曾月娥   |
| 鄭仁基              | 金桓                  | 算命師。（光與影不能碰面，張氏卻偏不聽，依然種下後果）。 | 宋克军   |          |
| 呂賢秀 幼年：崔秀韓 | 狗子                  | 再建之後代劍契首長 曾為同伊小時玩伴，後再建之後代劍契首長（成立初衷為以血換血殘殺兩班而拿起劍）。因為小時親眼看到父親被官軍殺害，為了復仇，不斷殺害都城的無辜兩班貴族，後被斬首。                   | 官志宏   | 李家傑   |
| 鄭殷杓              | 狗子之父              | 前代劍契成員 狗子的父親，前代劍契成員，因劍契組織被陷害，被官軍殺死。 | 官志宏   |          |
| 李在勇              | 張益憲                | 司憲府前大司憲 司憲府前大司憲，張武烈的父親，在釣船上遭到吳太錫派人殺害。 | 官志宏   | 黃啟明   |
| 崔日和              | 徐廷鎬 （徐龍基之父） | 弘文館副提學令監 弘文館副提學，徐龍基的父親，被吳太錫派人殺害，並嫁禍給前代劍契。 | 李世扬   | 黃啟明   |
| 金鎮浩              | 閔維重                | 驪興閔氏，仁顯王后的父親，驪陽府院君。 |          |          |
| 南多凜              | 富平君                | 富平君 |          |          |
|                     | 徐宗悌                | 雲鶴的弟子，貞聖王后之父，達城府院君 |          |          |
| 金裕貞              | 同伊                  | 在松樹下抓毛蟲的小女孩 |          |          |

## 收視率
紅色表示為該年度最高收視率，藍色則表示為該年度最低收視率。

### 韓國地區
| 集數       | 播放日期   | TNS收視率 | TNS收視率 | AGB收視率 | AGB收視率 |
| 集數       | 播放日期   | 全國地區  | 首爾地區  | 全國地區  | 首爾地區  |
| ---------- | ---------- | --------- | --------- | --------- | --------- |
| 第01集     | 2010/03/22 | 11.4%     | 12.9%     | 11.6%     | 12.8%     |
| 第02集     | 2010/03/23 | 11.5%     | 12.6%     | 11.6%     | 13.1%     |
| 第03集     | 2010/03/29 | 11.7%     | 12.9%     | 12.7%     | 13.7%     |
| 第04集     | 2010/02/30 | 12.3%     | 13.4%     | 13.6%     | 15.2%     |
| 第05集     | 2010/04/05 | 15.3%     | 16.4%     | 14.7%     | 15.6%     |
| 第06集     | 2010/04/06 | 14.2%     | 15.2%     | 15.8%     | 17.4%     |
| 第07集     | 2010/04/12 | 17.2%     | 18.9%     | 17.9%     | 20.1%     |
| 第08集     | 2010/04/13 | 17.3%     | 18.5%     | 18.8%     | 20.4%     |
| 第09集     | 2010/04/19 | 19.0%     | 20.4%     | 19.2%     | 20.9%     |
| 第10集     | 2010/04/20 | 19.7%     | 21.3%     | 18.2%     | 19.7%     |
| 第11集     | 2010/04/26 | 21.6%     | 23.5%     | 21.0%     | 24.0%     |
| 第12集     | 2010/04/27 | 22.5%     | 24.5%     | 21.6%     | 23.9%     |
| 第13集     | 2010/05/03 | 22.9%     | 25.2%     | 20.0%     | 22.0%     |
| 第14集     | 2010/05/04 | 20.4%     | 21.9%     | 19.9%     | 22.6%     |
| 第15集     | 2010/05/10 | 25.8%     | 27.9%     | 25.1%     | 28.1%     |
| 第16集     | 2010/05/11 | 28.5%     | 30.8%     | 26.2%     | 30.2%     |
| 第17集     | 2010/05/17 | 25.0%     | 27.1%     | 25.0%     | 28.0%     |
| 第18集     | 2010/05/18 | 25.6%     | 27.3%     | 23.2%     | 25.9%     |
| 第19集     | 2010/05/24 | 24.1%     | 26.2%     | 24.6%     | 28.1%     |
| 第20集     | 2010/05/25 | 23.8%     | 26.0%     | 22.4%     | 25.3%     |
| 第21集     | 2010/05/31 | 25.1%     | 27.7%     | 23.0%     | 25.5%     |
| 第22集     | 2010/06/01 | 26.6%     | 29.3%     | 24.2%     | 26.9%     |
| 第23集     | 2010/06/07 | 31.0%     | 33.3%     | 27.4%     | 30.1%     |
| 第24集     | 2010/06/08 | 31.0%     | 33.3%     | 27.4%     | 30.1%     |
| 第25集     | 2010/06/14 | 31.0%     | 33.3%     | 27.4%     | 30.1%     |
| 第26集     | 2010/06/15 | 33.1%     | 35.6%     | 29.1%     | 32.3%     |
| 第27集     | 2010/06/21 | 29.1%     | 31.0%     | 26.9%     | 29.8%     |
| 第28集     | 2010/06/22 | 30.1%     | 32.6%     | 28.0%     | 30.6%     |
| 第29集     | 2010/06/28 | 31.1%     | 32.8%     | 28.0%     | 30.4%     |
| 第30集     | 2010/06/29 | 31.9%     | 33.8%     | 28.7%     | 31.5%     |
| 第31集     | 2010/07/05 | 30.8%     | 33.3%     | 26.1%     | 28.6%     |
| 第32集     | 2010/07/06 | 31.3%     | 33.8%     | 27.5%     | 30.4%     |
| 第33集     | 2010/07/12 | 29.1%     | 31.1%     | 26.3%     | 29.1%     |
| 第34集     | 2010/07/13 | 29.7%     | 31.7%     | 27.4%     | 30.6%     |
| 第35集     | 2010/07/19 | 27.6%     | 30.0%     | 24.3%     | 27.0%     |
| 第36集     | 2010/07/20 | 29.4%     | 32.0%     | 25.3%     | 27.9%     |
| 第37集     | 2010/07/26 | 28.8%     | 31.2%     | 24.4%     | 26.8%     |
| 第38集     | 2010/07/27 | 30.6%     | 33.3%     | 25.7%     | 28.3%     |
| 第39集     | 2010/08/02 | 23.9%     | 25.8%     | 21.5%     | 23.3%     |
| 第40集     | 2010/08/03 | 23.1%     | 25.0%     | 21.9%     | 25.1%     |
| 第41集     | 2010/08/09 | 23.7%     | 25.9%     | 22.7%     | 24.8%     |
| 第42集     | 2010/08/10 | 23.2%     | 25.2%     | 21.3%     | 23.3%     |
| 第43集     | 2010/08/16 | 23.3%     | 25.0%     | 22.7%     | 25.2%     |
| 第44集     | 2010/08/17 | 24.8%     | 26.6%     | 21.6%     | 23.6%     |
| 第45集     | 2010/08/23 | 24.7%     | 26.5%     | 24.3%     | 27.7%     |
| 第46集     | 2010/08/24 | 26.8%     | 29.3%     | 25.1%     | 28.1%     |
| 第47集     | 2010/08/30 | 30.7%     | 33.0%     | 27.3%     | 29.9%     |
| 第48集     | 2010/08/31 | 30.3%     | 32.5%     | 27.4%     | 30.0%     |
| 第49集     | 2010/09/06 | 29.5%     | 31.8%     | 27.7%     | 30.1%     |
| 第50集     | 2010/09/07 | 28.6%     | 30.7%     | 25.3%     | 27.3%     |
| 第51集     | 2010/09/13 | 26.4%     | 28.8%     | 24.5%     | 26.5%     |
| 第52集     | 2010/09/14 | 27.0%     | 29.8%     | 24.5%     | 26.4%     |
| 第53集     | 2010/09/20 | 23.0%     | 25.5%     | 22.7%     | 24.4%     |
| 第54集     | 2010/09/21 | 20.2%     | 21.1%     | 19.7%     | 21.9%     |
| 第55集     | 2010/09/27 | 25.7%     | 28.3%     | 24.4%     | 26.7%     |
| 第56集     | 2010/09/28 | 23.6%     | 25.7%     | 24.4%     | 26.7%     |
| 第57集     | 2010/10/04 | 20.9%     | 23.2%     | 22.2%     | 24.3%     |
| 第58集     | 2010/10/05 | 20.3%     | 23.2%     | 22.6%     | 24.7%     |
| 第59集     | 2010/10/11 | 24.9%     | 27.9%     | 24.4%     | 27.4%     |
| 第60集     | 2010/10/12 | 22.3%     | 24.2%     | 24.3%     | 26.4%     |
| 平均收視率 | 平均收視率 | 24.5%     | 26.6%     | 23.0%     | 25.4%     |

## 電視原聲帶
- Part.1 (發行日期：2010.6.15)[4]

| 曲序 | 曲目                             | 作曲 | 编曲 | 製作人 | 演唱                        |
| ---- | -------------------------------- | ---- | ---- | ------ | --------------------------- |
| 1.   | 천애지아 (하늘 끝에 이르는 바람) |      |      |        | 아티스트: 장나라 ( 張娜拉 ) |
| 2.   | 부용화                           |      |      |        |                             |

- Part.2 (發行日期：2010.9.01)[5]

| 曲序 | 曲目            | 作曲 | 编曲 | 製作人 | 演唱             |
| ---- | --------------- | ---- | ---- | ------ | ---------------- |
| 1.   | 애별리 (愛別離) |      |      |        | 아티스트: 임형주 |

- Part.3 (發行日期：2010.9.09)[6]

| 曲序 | 曲目            | 作曲 | 编曲 | 製作人 | 演唱                    |
| ---- | --------------- | ---- | ---- | ------ | ----------------------- |
| 1.   | 애월랑 (愛月浪) |      |      |        | 아티스트: 장윤정 張允瀞 |

- Theme.1 (發行日期：2010.9.30)[7]

| 曲序 | 曲目                                            | 作曲 | 编曲 | 製作人 | 演唱             |
| ---- | ----------------------------------------------- | ---- | ---- | ------ | ---------------- |
| 1.   | 단애                                            |      |      |        | 아티스트: 임세현 |
| 2.   | 연련 (戀戀) (장나라 - 천애지아의 Piano Version) |      |      |        |                  |
| 3.   | 염혜                                            |      |      |        |                  |
| 4.   | 명현                                            |      |      |        |                  |

- Dong Yi OST (MBC TV Drama) (Special Edition) (發行日期：2014.4.17)

| 曲序 | 曲目                             |
| ---- | -------------------------------- |
| 1.   | Overture                         |
| 2.   | 靑雲祭 청운제                    |
| 3.   | 天崖之愛 천애지아 (노래: 장나라) |
| 4.   | 戀戀 연련                        |
| 5.   | Red Wind                         |
| 6.   | Dusky Eyes                       |
| 7.   | 愛別離 애별리 (노래: 임형주)     |
| 8.   | Longing                          |
| 9.   | 바람곳                           |
| 10.  | 꽃멀미                           |
| 11.  | 愛月浪 애월랑 (노래: 장윤정)     |
| 12.  | 念海 염해                        |
| 13.  | 斷崖 단애                        |
| 14.  | 花聯堂 화연당                    |
| 15.  | 애오라지 (노래: 임세현)          |
| 16.  | 明賢 명현                        |
| 17.  | The Returns of Destiny           |
| 18.  | 芙蓉花 부용화 (합창)             |

## 搭配歌曲

### 香港有線電視版本
| 曲序 | 曲目                   |        | 作曲        | 编曲        | 製作人 | 演唱   |
| ---- | ---------------------- | ------ | ----------- | ----------- | ------ | ------ |
| 1.   | 『大愛感動』（主題曲） | 周博賢 | Cousin Fung | Cousin Fung |        | 謝安琪 |
| 2.   | 『命不需要認』（插曲） | 鄭錦富 |             |             |        | 謝安琪 |

### 首播
| 曲序 | 曲目                          |        | 作曲   | 编曲            | 製作人 | 演唱   |
| ---- | ----------------------------- | ------ | ------ | --------------- | ------ | ------ |
| 1.   | 『天后』（片頭曲）            | 彭學斌 | 彭學斌 | 黃賈傑@口袋音樂 |        | 陳勢安 |
| 2.   | 『情歌沒有告訴你』（片尾曲1） | 李焯雄 | 饒善強 |                 |        | 梁靜茹 |
| 3.   | 『你會不會』（片尾曲2）       | 李焯雄 | 宇珩   |                 |        | 梁靜茹 |

### 2011年重播
| 曲序 | 曲目                   |              | 作曲   | 编曲   | 製作人 | 演唱   |
| ---- | ---------------------- | ------------ | ------ | ------ | ------ | ------ |
| 1.   | 『平凡相依』（片頭曲） | 陳韋伶、黃婷 | 陳韋伶 | 黃冠豪 |        | 丁噹   |
| 2.   | 『心洞』（片尾曲）     | 淺紫         | 魏文超 | 謝明祥 |        | 陳勢安 |

## 播出時間
| 頻道           | 所在地 | 播映時間       | 播出時間                  |
| -------------- | ------ | -------------- | ------------------------- |
| MBC電視台      |        | 2010年3月22日  | 每週一、二21:55-23:05播出 |
| 有線電視娛樂台 | 香港   | 2010年10月11日 | 週一至週五23:00-00:00播出 |
| 八大戲劇台     | 臺灣   | 2010年11月15日 | 週一至週五20:00-22:00播出 |
| 愛爾達影劇台   | 臺灣   | 2011年2月24日  | 週一至週五21:00-22:30播出 |
| 新傳媒U頻道    | 新加坡 | 2011年4月27日  | 週一至週五19:00-20:00播出 |
| 新時代電視     | 加拿大 | 2011年8月20日  | 每週六21:45-23:30播出兩集 |
| 奇妙77台       | 香港   | 2017年5月14日  | 每日19:00-19:30播出       |
| 八大戲劇台     | 臺灣   | 2018年4月1日   | 每週六日18:00-20:00播出   |

## 獲獎
| 年份   | 頒獎典禮                       | 獎項                           | 得獎者         |
| ------ | ------------------------------ | ------------------------------ | -------------- |
| 2010年 | MBC演技大賞                    | 《大賞》                       | 韓孝周         |
| 2010年 | MBC演技大賞                    | 《女子人氣獎》                 | 韓孝周         |
| 2010年 | MBC演技大賞                    | 《年度最佳劇集》               |                |
| 2010年 | MBC演技大賞                    | 《男子最優秀演技獎》           | 池珍熙         |
| 2010年 | MBC演技大賞                    | 《女子優秀演技獎》             | 李昭娟         |
| 2010年 | MBC演技大賞                    | 《男子黄金演技獎》             | 金佑錫         |
| 2010年 | MBC演技大賞                    | 《女子新人演技獎》             | 朴河宣         |
| 2010年 | MBC演技大賞                    | 《童星獎》                     | 金裕貞、李亨錫 |
| 2010年 | 第5届首爾國際電視節            | 《韓流最佳女演員獎》           | 韓孝周         |
| 2010年 | 第3屆韓國電視劇節              | 《最佳女主角獎》               | 韓孝周         |
| 2010年 | 第3屆韓國電視劇節              | 《功勞獎》                     | 李丙勳導演     |
| 2010年 | 第3屆韓國電視劇節              | 《男配角獎》                   | 鄭東煥         |
| 2011年 | 第47屆百想藝術大賞             | 電視劇部門《女子最優秀演技賞》 | 韓孝周         |
| 2011年 | 香港有線電視2010最佳劇集頒獎禮 | 《最佳劇集》                   |                |
| 2011年 | 香港有線電視2010最佳劇集頒獎禮 | 《電視劇人氣獎》               | 韓孝周、裴秀彬 |
| 2011年 | 香港有線電視2010最佳劇集頒獎禮 | 《最佳女主角獎》               | 韓孝周         |
| 2011年 | 香港有線電視2010最佳劇集頒獎禮 | 《最佳男主角獎》               | 池珍熙         |

## 歷史考證
- 朝鮮肅宗

電視劇有許多部分與史實差距甚大：
1. 淑嬪崔氏之父崔孝元於顯宗十三年（1672年）八月過世，享年三十五歲，生前官拜宣略將軍行忠武衛副司果，英祖即位後，追贈大匡輔國崇祿大夫  領議政，因此，崔孝元非賤民[13]。崔垕（淑嬪崔氏之同母兄弟，並非崔同周）為萬戶（從四品）於英祖四十一年（1765年）贈參議[14]，娶安俊榮之女。
2. 淑嬪崔氏於肅宗二年（1676年）為內人，時年六歲，非掌樂院奴婢，也非監察內人，此部份於《淑嬪崔氏神道碑銘》、《崔孝元墓碑文》以及《朝鮮王朝實錄》皆未明文記載，僅知淑嬪入宮為內人；其身分亦非賤民，倘若真為賤民，於《崔孝元墓碑文》可得知，但是，墓碑文上未記載崔孝元有妾。
3. 張禧嬪於肅宗九年（1683年）再次進宮時，王大妃（明聖王后）金氏已經過世，死因係晚年健康狀況不佳，召見醫官次數日益頻繁，於肅宗九年（1683年）十二月五日於昌慶宮儲承殿病逝。
4. 後宮牒紙的確由王后下賜沒錯，但王后不可能親自頒發，一般應是中宮殿至密尚宮到嬪妃或尚宮處所宣讀，劇中的冊封儀式也於理不符。
5. 該劇女演員皆無加髢，此為錯誤，加髢取消時間為英祖三十三年（1757年）。
6. 禧嬪張氏為中人出身，其母尹氏應是良民而非電視劇所稱的奴婢（賤民）階級。
7. 宮女要晉升為尚宮必須經過考試，不可能由最高尚宮直接任命，況且內命婦上殿為王后，承恩尚宮沒有任何資格及權利插手內命婦人事（王后即使要授權也是給嬪妃，不可能給承恩尚宮，因為承恩尚宮仍然只是尚宮）。
8. 延礽君（英祖）為庶四子非么子，么子為庶六子延齡君（䄙嬪朴氏生）。
9. 淑嬪崔氏並未離開宮廷六年過，有正式封號的嬪妃除非被廢不然無法在國王生前離開宮廷，況且延礽君（英祖）出生之處為昌德宮寶慶堂，王室也不可能讓年齡尚幼小的王子在宮外生活。
10. 肅宗在仁顯王后過世後頒下後宮嬪妃不得成為王后的旨意，因此絕不可能會考慮讓淑嬪崔氏成為王后，況且朝鲜王朝身分階級制度嚴格，如果淑嬪崔氏真是賤民出身，她也絕無可能有機會成為王后（禧嬪張氏為中人出身，要冊封為王后就已受重重阻礙）。
11. 仁元王后並未收延礽君為養子，正史上兩人情同母子無庸置疑，但可以確定並無收延礽君為養子之事。
12. 禧嬪張氏死後整個劇情除了仁元王后入宮外全為虛構情節，正史上並無張武烈此人，關於其所作所為自然不可能發生，淑嬪崔氏是在過世前才離宮到私家居住（嬪妃若快要過世必須搬到私家居住）。
13. 崔氏於肅宗二十五年晉封淑嬪，而非在仁顯王后逝世後。
14. 莊烈王后趙氏對禧嬪張氏再次入宫為妃嬪有巨大的幫助，但在劇中莊烈王后沒有任何蹤跡，另外一直在幫助張氏的趙師錫、崇善君夫人申氏、東平君李杭等人也都沒有出現，反而是虛構出了吳太錫及吳潤叔姪。
15. 而仁顯王后被肅宗王下旨令被廢后時候，是都承旨的教旨而來，肅宗王也尚未任何派人去送蔬果白米甕給廢后閔氏，而是朝鮮老百姓們送蔬果白米袋就被張希載的手下們給刺破，也是在內人崔氏處所拿到「謝氏南征記」，肅宗王因此在心中感到十分愧疚閔氏。此外內官對肅宗王說，是閔氏自願去廬茂屋住，是閔氏對母親宋氏說，就把內堂給鎖起來。過著六年清苦的日子。

## 其他
- 韓孝周分別與李昭娟與裴秀彬繼《春日華爾滋》及《燦爛的遺產》後再度合作。
- 李昭娟與裴秀彬繼《我們結婚吧》與《天使的誘惑》後第三度合作。
- 池珍熙與李昭娟繼《春日》後第二度合作。

## 外部連結
- 韓國MBC官方網站（页面存档备份，存于）
- 臺灣八大電視官方網站 （页面存档备份，存于）（繁體中文）
- 香港有線電視官方網站（页面存档备份，存于）（繁體中文）
- 官方部落格 （页面存档备份，存于）
- NAVER電影 （页面存档备份，存于）
- Daum電影
- 互联网电影数据库（IMDb）上《Dong Yi》的资料（英文）

## 節目的變遷
| 韓國 MBC 月火連續劇                   | 韓國 MBC 月火連續劇                          | 韓國 MBC 月火連續劇 |
| ------------------------------------- | -------------------------------------------- | ------------------- |
|                                       | 同伊 （2010年3月22日 -2010年10月12日）       |                     |
| Pasta （2010年1月4日 - 2010年3月9日） | 逆轉女王 （2010年10月18日 - 2010年12月22日） |                     |

| 香港 有線娛樂台 台慶劇 星期一至五 23:00-00:00                       | 香港 有線娛樂台 台慶劇 星期一至五 23:00-00:00 | 香港 有線娛樂台 台慶劇 星期一至五 23:00-00:00 |
| ------------------------------------------------------------------- | --------------------------------------------- | --------------------------------------------- |
|                                                                     | 同伊 （2010.10.11 - 2011.01.28）              |                                               |
| 灰姑娘復仇記 （2010.09.13 - 2010.10.08）                            | 八星報喜賜良緣 （2011.01.31 - 2011.03.11）    |                                               |
| 香港 奇妙77台 每日 19:00 - 19:30 · 7月29日、30日及8月6日 暫停播播映 |                                               |                                               |
| 頻道開播                                                            | 同伊 （2017.05.15 - 2017.10.24）              | 甄嬛傳 （2017.10.25 - 2018.03.25）            |

| 台灣 八大戲劇台 星期一至五 20:00~22:00（12/13起改為20:00-21:00撥出） | 台灣 八大戲劇台 星期一至五 20:00~22:00（12/13起改為20:00-21:00撥出） | 台灣 八大戲劇台 星期一至五 20:00~22:00（12/13起改為20:00-21:00撥出） |
| -------------------------------------------------------------------- | -------------------------------------------------------------------- | -------------------------------------------------------------------- |
|                                                                      | 同伊 （2010.11.15 - 2011.2.5）                                       |                                                                      |
| 快刀洪吉童 （2010.10.11 - 2010.11.14）                               | 不懂女人 （2010.12.13 - 2011.4.11）                                  |                                                                      |

| 新加坡 新傳媒U頻道 星期一至五 19:00~20:00 | 新加坡 新傳媒U頻道 星期一至五 19:00~20:00 | 新加坡 新傳媒U頻道 星期一至五 19:00~20:00 |
| ----------------------------------------- | ----------------------------------------- | ----------------------------------------- |
|                                           | 同伊 （2011.04.27 - 2011.08.16）          |                                           |
| 粉紅色口紅 （2010.12.06 - 2011.04.26）    | 燦爛的遺產 （2011.08.17 - 2011.10.07）    |                                           |

| 馬來西亞 八度空间 星期一至五 15.00-16.00 | 馬來西亞 八度空间 星期一至五 15.00-16.00 | 馬來西亞 八度空间 星期一至五 15.00-16.00 |
| ---------------------------------------- | ---------------------------------------- | ---------------------------------------- |
|                                          | 同伊 （2012年）                          |                                          |
| -                                        | -                                        |                                          |

| 台灣 高點綜合台 星期一至五 18:00 - 20:00 | 台灣 高點綜合台 星期一至五 18:00 - 20:00 | 台灣 高點綜合台 星期一至五 18:00 - 20:00 |
| ---------------------------------------- | ---------------------------------------- | ---------------------------------------- |
|                                          | 同伊 （2013.07.19 - 2013.09.12）         |                                          |
| 許浚 （2013.05.31 - 2013.07.18）         | 未定 （2013.09.13 - 2013.）              |                                          |